# Sindacato
Il sindacato nel diritto del lavoro, è un ente che rappresenta una categoria di lavoratori o datori di lavoro in un rapporto lavorativo .

## Storia

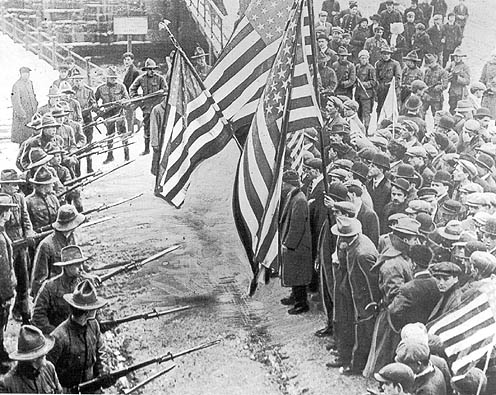
Immagini dello sciopero del 1912 del settore tessile a Lawrence (Massachusetts).

La prima forma di queste associazioni di cui si ha notizia nacque nell'Antica Roma prendeva il nome di collegia. Erano costituite principalmente da imprenditori e avevano come compito principale quello di difendere gli interessi di questi presso le autorità. Nel medioevo, si formarono dapprima le gilde in Nord Europa, vere associazioni di mestiere deputate alla mutua assistenza, e successivamente le corporazioni in Sud Europa, con i medesimi fini.
Le prime forme moderne di associazione dei lavoratori sorsero in Gran Bretagna durante la rivoluzione industriale (1795-1800): le trade unions. Furono essenzialmente dei sindacati nazionali di mestiere che si formarono in Gran Bretagna nel 1824, con lo scopo di rendere più sopportabili le condizioni di vita dei lavoratori nelle fabbriche. La debolezza del nascente movimento operaio inglese è però messa in luce nel 1834, quando fallisce il suo tentativo di unificarsi in una grande unione sindacale nazionale.
Negli anni 1868-1871 furono legalizzate queste forme associative, e venne creato un organismo di coordinamento delle organizzazioni sindacali, il Trades Union Congress. In breve tempo si diffusero anche in Belgio, Austria, Spagna; e in Francia e Germania, dove furono avversate. In tutti questi Paesi i sindacati furono accettati per legge.
In Italia intorno al 1870 si formarono delle associazioni, le “leghe di resistenza”, che possono essere intese come le prime forme di associazione sindacale. Nel 1888 nel comasco si fusero nella prima lega provinciale, e a Piacenza, nel marzo 1891, venne fondata la prima camera del lavoro d'Italia.
Nel 1901  nacque la Federazione sindacale internazionale (con sede ad Amsterdam), alla quale aderirono sindacati inglesi, francesi e statunitensi. Questa Unione, sospesa durante la prima guerra mondiale, si ricostituì nel 1919; e nel 1921 contava già venticinque milioni di aderenti, nonostante fossero venute a mancare le adesioni dei sindacati russi e statunitensi.
In Italia, il primo vero sindacato nacque a Torino nel 1848, a opera di Tipografi. E su questo esempio nasceranno associazioni in tutte le categorie dei lavoratori. L'Italia sarà comunque uno degli ultimi paesi occidentali ad avere un coordinamento sindacale nazionale tra le varie categorie: solo nel 1906, sarà creata la Confederazione Generale del Lavoro (CGL).

## Descrizione
Nelle imprese esistono sia sindacati dei lavoratori che sindacati dei datori di lavoro (detti organizzazioni datoriali o anche Associazioni datoriali di categorie).
Anche le diverse categorie professionali del vasto mondo del lavoro autonomo sono rappresentate da specifici sindacati. I dirigenti e i quadri hanno le loro sigle sindacali e, fuori dall'ambito privato, ci sono le organizzazioni sindacali dei lavoratori del pubblico impiego.
La storia dei sindacati è però soprattutto storia dei lavoratori subordinati delle categorie inferiori (e cioè operai o contadini e impiegati) che si riuniscono allo scopo di difendere gli interessi delle loro categorie rispetto a chi detiene la proprietà dei mezzi di produzione. I sindacati, nell'ambito della contrattazione collettiva nazionale, vengono anche definiti "parti sociali".
Lo scopo originario dei sindacati era quello di raccogliere fondi assicurativi in caso di malattia e invalidità o di rivendicare migliori condizioni salariali e lavorative.
Lo strumento spesso utilizzato per le rivendicazioni è lo sciopero. Tuttavia, l'attività dei sindacati viene espressa anche attraverso la contrattazione collettiva che risulta uno dei principali strumenti di autoregolamentazione per i rapporti di lavoro e per le relazioni sindacali. Poiché essi possono operarsi per far valere per gli interessi delle classi lavoratrici, spesso i sindacati e i partiti dei lavoratori (soprattutto quelli socialisti) si sono trovati in posizioni molto vicine o coincidenti. Riguardo ai rapporti tra sindacato e politica si sono sviluppate due teorie:
- Una che prevede la separazione tra sindacato e partito. Il primo si occupa degli interessi economici immediati dei lavoratori, l'altro degli interessi politici e della trasformazione della società a favore dei lavoratori.
- Un'altra, di stampo leninista, che vede il sindacato come cinghia di trasmissione tra il partito e le masse operaie. Non sono però strumenti subordinati agli interessi di partito, il sindacato ha una funzione politica nello spingere i lavoratori all'impegno con e per il partito finché questo tuteli i loro interessi. Allo stesso tempo il sindacato è lo strumento per eccellenza che i lavoratori hanno a disposizione per far pressione sul partito affinché questo non si allontani dalla politica che essi, con la loro partecipazione, esprimono. Nell'ottica leninista, dunque, il partito e il sindacato devono avere funzioni differenti ma unità d'intenti.

## Nel mondo
La disciplina varia nei vari Stati del mondo, a livello internazionale operano alcune organizzazioni internazionali come l'Organizzazione internazionale del lavoro (ILO) creata nel 1919 e a livello europeo la confederazione europea dei sindacati, fondata nel 1973.
La convenzione ILO del 9 luglio 1948, n. 87 sulla libertà sindacale e la protezione del diritto sindacale all'art 4. vieta che le organizzazioni dei lavoratori e dei datori di lavoro siano soggette a scioglimento o a sospensione per via amministrativa.

### Italia
In Italia, dal punto di vista giuridico, il sindacato è un'associazione non riconosciuta; la rappresentatività di un sindacato è il presupposto sul quale si valuta il potere di firmare accordi vincolanti per tutti i lavoratori del settore cui l'accordo si riferisce (art. 39 Costituzione), e per l'accesso alle tutele dell'attività sindacale previste dalla legge (art. 19 dello Statuto dei lavoratori). I dirigenti e i rappresentanti sindacali godono di alcune tutele, come ad esempio della legge 11 giugno 1974, n. 252 e del decreto legislativo 16 settembre 1996, n. 564 conferisce loro varie agevolazioni di carattere previdenziale. Molteplici sentenze della Corte costituzionale hanno chiarito che la rappresentatività di un sindacato è determinata da una serie di elementi anche indiziari, non unicamente dal numero di iscritti, di preferenze nelle elezioni di RSA/RSU o nei referendum approvativi di un contratto collettivo nazionale.
I sindacati delle imprese in Italia sono centinaia, suddivisi o per dimensione/tipologia oppure per settore a volte per territorio geografico. Oltre ai sindacati delle imprese esistono anche i sindacati dei lavoratori autonomi tra cui quelli dei liberi professionisti. Nel mondo del lavoro autonomo azioni sindacali famose sono quelle dei padroncini, taxisti, farmacisti, avvocati, veterinari e degli edicolanti. Da evidenziare che, come per i lavoratori subordinati o parasubordinati, non è obbligatoria l'iscrizione di un'impresa o di un lavoratore autonomo ad un'associazione sindacale.

### Stati Uniti d'America
Negli Stati Uniti i sindacati sono formati dalle cosiddette Labor Union, esistenti sin dalla fine dell'Ottocento.